# Provincia di Kahramanmaraş
La provincia di Kahramanmaraş (in turco Kahramanmaraş ili) è una provincia della Turchia.
Dal 2012 il suo territorio coincide con quello del comune metropolitano di Kahramanmaraş (Kahramanmaraş Büyükşehir Belediyesi).

## Geografia antropica

### Suddivisioni amministrative

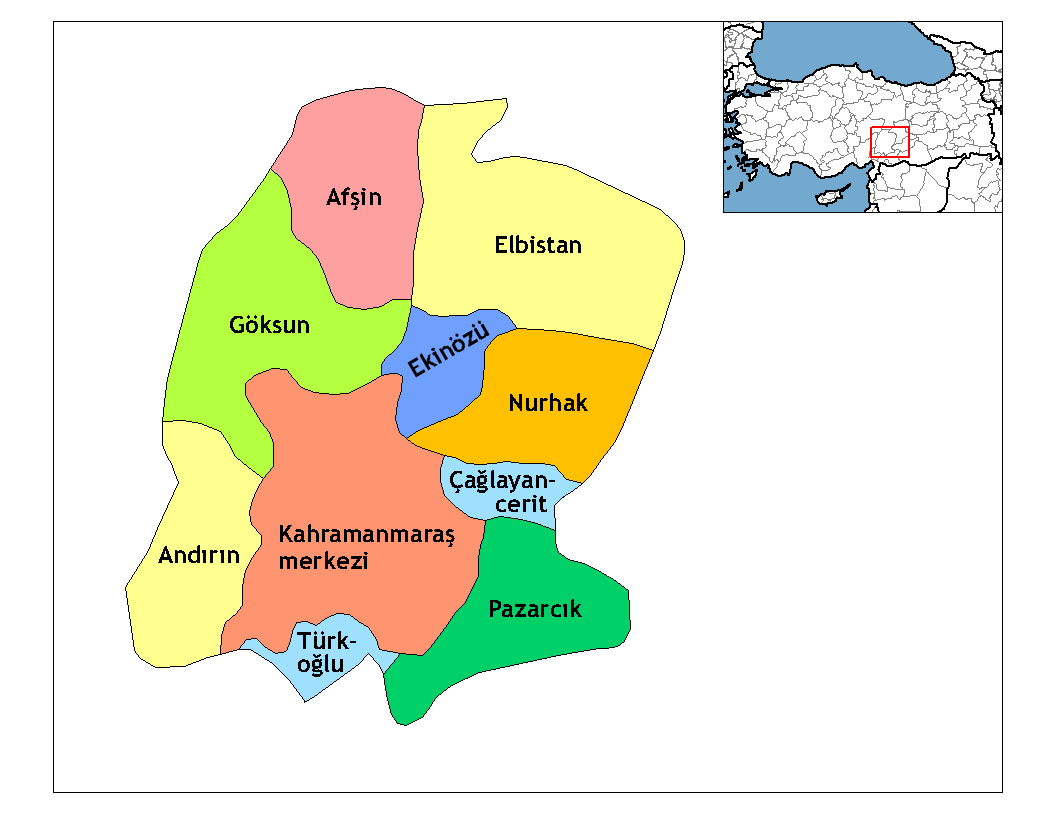
Distretti della provincia di Kahramanmaraş

La provincia è divisa in 11 distretti:
- Afşin
- Andırın
- Çağlayancerit
- Dulkadiroğlu
- Ekinözü
- Elbistan

- Göksun
- Nurhak
- Onikişubat
- Pazarcık
- Türkoğlu

Nel 2012 è stato soppresso il distretto centrale il cui territorio è stato diviso tra i due nuovi distretti di Dulkadiroğlu e di Onikişubat.
Fanno parte della provincia 63 comuni e 476 villaggi.